# Legung
Unter Legung versteht man die Art der Zuführung der Fäden zu den Nadeln beim Herstellen von Kettengewirken mit Hilfe von Lochnadeln in der Legebarre.
Die Legung besteht aus Überlegung, Unterlegung und Schwingen (Durchschwingen und Zurückschwingen) in den Nadelgassen. Sie bestimmt wesentlich die Bindung des Kettengewirkes. Die Legung kann in einem Legungsbild dargestellt werden. Die Nadeln werden dabei in der Draufsicht als Punkte dargestellt.
Die Basis-Legungen der Kettenwirkerei sind: Franselegung, Trikotlegung, Tuchlegung, Satinlegung und Samtlegung.